# Sonangol
Sonangol — государственная нефтяная компания Анголы, имеет исключительное право на добычу нефти и газа на территории страны. Вторая крупнейшая нефтегазовая компания Африки после алжирской Sonatrach. Создана в 1976 году после национализации нефтедобычи. Добывает около 2 млн баррелей нефти в сутки.

## История
Добыча нефти в Анголе началась в 1955 году в бассейне реки Кванза. В январе 1975 года Ангола провозгласила независимость от Португалии, а в ноябре того же года в стране началась гражданская война. Большинство международных нефтяных компаний покинули страну. В июне 1976 года нефтедобывающие активы были национализированы и объединены в государственную компанию Sonangol, иностранные компании могли вести добычу нефти в Анголе только в рамках совместных предприятий, в которых Sonangol принадлежало не менее 51 %. Sonangol быстро стал основным источником валютных поступлений в страну (большая их часть шла на покупку оружия для продолжения войны). Компания приобретала доли в банках и компаниях различных отраслей как в Анголе, так и в других странах (США, КНР, Австралия, Португалия).
В 1979 году президентом Анголы стал Эдуарду душ Сантуш, и компания оказалась в значительной мере под его контролем, в июне 2016 года он назначил главой Sonangol свою дочь, Изабель душ Сантуш, однако уже в ноябре 2017 года она была снята с должности новоизбранным президентом страны Жуан Лоренсу. После окончания гражданской войны в 2002 году большую роль в экономике Анголы, в частности в нефтедобыче, начал играть Китай, один только Эксим банк Китая предоставил стране кредитов на 10,5 млрд долларов в период с 2004 по 2010 год.

## Деятельность
На 2020 год доказанные запасы нефти в Анголе составляли 7,231 млрд баррелей, природного газа — 301 млрд м³. Средний уровень добычи — 1,272 млн баррелей нефти и 31 млн м³ газа в сутки. Номинальная производительность НПЗ — 80,3 тыс. баррелей в сутки, фактический выход нефтепродуктов — 44,1 тыс. баррелей в сутки. Экспорт нефти — 1,22 млн баррелей в сутки.
Месторождения: Бегония, Далия, Жасмин, Жирасол, Кизомба, Нзанза, Пашфлор, Роза, Сингуву.